# Dieter Hiesserer

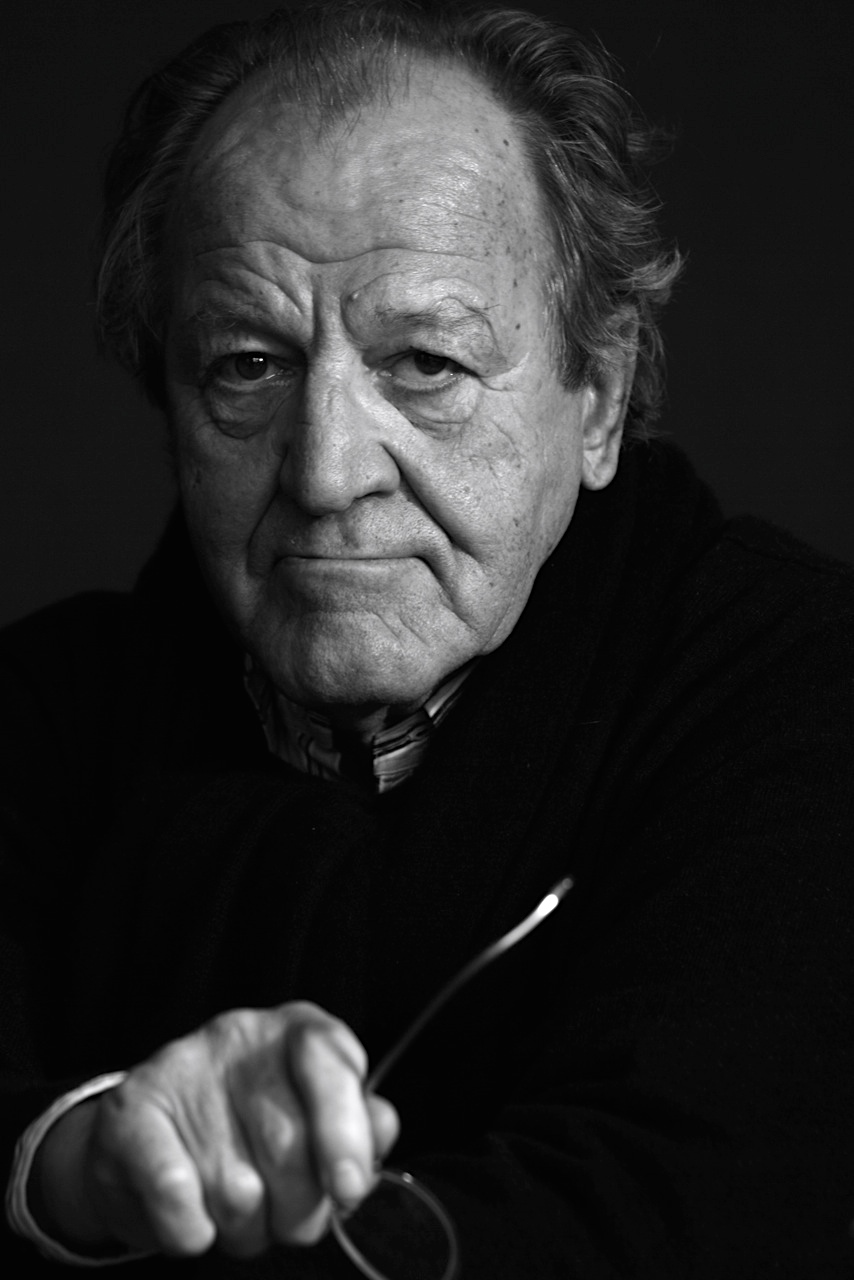
Porträt Dieter Hiesserer, fotografiert von Susanne Duddeck

Dieter Hiesserer (* 2. Juli 1939 in Deggendorf; † 22. August 2023) war ein deutscher Maler, Zeichner, Bildhauer und Fotokünstler.

## Leben
Der im niederbayrischen Deggendorf geborene Künstler lebte und arbeitete in Düsseldorf und Amsterdam. Hiesserer übertrug seit Ende der 1950er Jahre sein intensives Interesse an Literatur und Philosophie in Bilder und Zeichnungen. Sein rebellischer Geist vertrug sich nicht mit der Vorstellung, eine akademische Kunsthochschule zu besuchen, Gastsemester an der Hochschule für Bildende Künste in Berlin brach er ab. Hiesserer war Autodidakt.
Seit 1962 finden erste Ausstellungsbeteiligungen (K. E.-Osthaus Museum Hagen; Musée des Arts, Montlucon/Frankreich) statt, 1964 zieht er nach Berlin, wo er zahlreiche Kontakte zur Jazz-, Theater- und Filmszene aufbaut, die zur Mitarbeit bei Bühnengestaltungen und Inszenierungen sowie zu Regieassistenz führen. Er arbeitet mit Jazzgrößen wie Miles Davis und Dave Brubeck sowie mit „Modern Art Film“ in Berlin, zusammen. Es finden Filmarbeiten mit Robert van Ackeren statt. Parallel malt er zahlreiche Bilder. Er schließt sich kurzzeitig der Fluxus-Bewegung in Berlin und Amsterdam an, wo er ab 1967 die Arbeit an Objekten beginnt. In den 1970er Jahren folgt eine extrem produktive Zeit, verbunden mit Arbeitsaufenthalten u. a. in Amsterdam, Mailand, Rom, Sizilien und Berlin sowie Reisen nach Pakistan und Afrika: Rauminstallationen, Plexiglasskulpturen und erste Fotoserien entstehen. Hiesserer stellt seine Arbeiten in Amsterdam, Genf, Belgrad, St. Gallen und Berlin aus. Die Turmac Foundation und die Stadt Amsterdam kaufen ebenso wie die Schweisfurth-Stiftung in München Bilder aus den 1960er und 1970er Jahren an. Künstlerfreundschaften bestehen mit H.C. Artmann und Nicolas Born und Marcel Broodthaers.
Mit dem Umzug nach Düsseldorf im Jahre 1981 erhält Hiesserer ein Reisestipendium nach Japan, dessen Realisierung bleibenden Eindruck und viele Arbeiten auf Papier und großformatige Bilder hinterlässt. Es entsteht eine dauerhafte Freundschaft mit Nam June Paik. Paik schreibt: „and Hiesserer a stranger in the heaven, an angel in the hell…“. 1984 „Continuity“ mit Steve Reich, Staatsoper Hamburg. 1984/85 folgt ein siebenmonatiger Aufenthalt in Kansai und Tokio, 1986 arbeitet er für fünf Monate in New York.
Im Rahmen seines 1987 von der Schweisfurth-Stiftung geförderten Stipendiums entsteht eine Serie von Plastiken in Bronze und Terracotta sowie farbige Zeichnungen und Entwürfe für die Schweisfurth-Stiftung.
Die Jahre 1993 bis 2004 sind geprägt von schwerer Krankheit und Klinikaufenthalten. Hiesserer lebt seitdem weitestgehend zurückgezogen und sucht Halt durch intensives Arbeiten und Ruhe in der Natur: Große Serien auf Papier und Collagen, aber auch großformatige Bilder auf Leinwand und immer wieder fotografische Arbeiten zeugen von dieser Auseinandersetzung mit Krankheit und existentiellen Fragen des Lebens. Thomas Kling veröffentlichte bei Suhrkamp ein Gedicht an ihn. Ab 2003 arbeitet Hiesserer an der Bildserie Sicilian Suite sowie umfangreichen Fotoserien und Objekten. Zum 70. Geburtstag erscheint die umfangreiche Publikation mit dem Titel transponere im Kölner Salon Verlag zum Lebenswerk von Dieter Hiesserer mit Beiträgen von Ulrich Krempel, Veit Loers, John Matheson und Heike van den Valentyn.
Hiesserer wird seit 1991 von der Düsseldorfer Galerie Clara Maria Sels vertreten. Dieter Hiesserer ist der Vater des Musikers, Medien- und Videokünstlers B Eden (* 1961 als Boris Nikolaus Hiesserer) und der Werbe- und TV-Produzentin und Künstlervermittlerin Lea Rindlisbacher (* 1966).

## Künstlerisches Schaffen
Hiesserer arbeitete im Laufe seines über 50-jährigen Schaffens mit nahezu allen Medien und Techniken: Malerei, Zeichnung, Siebdruck, Fotografie und Video, Plastiken, Installationen, Collagen.

### Malerei
In den 1960er Jahren zeigen seine großformatigen plakativen Gemälde Verwandtschaft zur Pop-Art. Seine Technik ruft Erinnerungen an die Schablonenmalerei von Henri Matisse wach. Hiesserer bedient sich der Bildwelt des Alltags, zerlegt die bunten Motive in Fragmente und holt sie dicht an die Bildfläche heran. Durch Reduktion, Übermalung, Spiegelungen setzt er sie zu eigenen Bildaussagen zusammen.
Die 1970er sind geprägt von Textbildern, die einer „Verweigerung von Abbildung“ gleichkommen, dann aber ihre malerische Umkehrung finden in monumentalen Arbeiten in Acryl oder Kreide. Die Annäherung an die Wirklichkeit findet Hiesserer hier zunehmend in der Abstraktion. Die Bildsprache ist virtuos-expressiv (1980er Jahre).
Ab Ende der 1990er reduziert er seine Bildsprache auf oftmals gespiegelte, großformatige Linien auf monochromem Grund, die an japanische Kalligraphie erinnern, Farbe und Linie verschmelzen miteinander. Spontanität und Harmonie stehen gleichberechtigt nebeneinander. Neben Arbeiten in Acryl entstehen Aquarelle und Gouachen.

### Plastik/Skulptur/Installation
Monumentale Plexiglasskulpturen zeigen in den 60er Jahren sein Interesse am Spiel mit Licht, Transparenz, Raum und Form. Hiesserer experimentiert aber auch mit minimalistischen, filigranen Rauminstallationen und geometrischen Formen im Raum sowie der Wirkung verschiedener Materialien.
Ab den 1980er Jahren vermischen sich die Gattungen zunehmend, Hiesserer kreiert Installationen, die Malerei, Collage und Klang vereinen und von seinem allumfassenden Anspruch an die Kunst zeugen.

### Collage/Zeichnung/Skizzenbücher/Fotografie/Video
Fotografie, Video und Film-Stills sind in den 70er Jahren vorherrschendes Medium der Auseinandersetzung insbesondere mit der eigenen Biografie, aber auch mit dem Phänomen Zeit. Ab den 80er Jahren entstehen Zeitdokumente u. a. aus Japan bzw. künstlerische Vertiefungen existentieller wie menschlicher Erfahrungen, aber auch sinnlich-grandiose Naturaufnahmen. Fotografie fungiert als Dokument, welches durch malerische oder zeichnerische Texturen verfremdet oder individualisiert wird. Collagen reichen vom Postkartenformat bis hin zum Großformat, setzen sich oftmals aus ausgeschnittenen Magazin-, Katalog- oder Buchabbildungen zusammen. Ab ca. 2000 nutzt Hiesserer die Fotografie als Mittel zur Kommentierung der Kunstgeschichte.
Die funktionale Veränderung der traditionellen Bildmittel erlaubt Hiesserer eine über das Abbild hinausgehende kognitive Auseinandersetzung mit der Wirklichkeit, eine „Art bildhafte Meditation“. Er verwendet dieses Kunstmittel in Collagen und Skizzenbüchern aber auch in seinen Fotografien, die oftmals autobiografische Versatzstücke durch atypische Bildthemen, -ausschnitte, -überlagerungen oder -unschärfe vermitteln.

## Motivation/Credo
Philosophie, Literatur und eine intensive Auseinandersetzung mit spirituellen Fragen bestimmen Hiesserers Œuvre. Seine Arbeiten sind eine Annäherung an die Wirklichkeit mit immer anderen Mitteln, stets zeugen sie von einer Auseinandersetzung mit der Zeit und sind Ausdruck einer Suche nach dem Alter Ego.
Reisen und Rastlosigkeit bestimmen das Leben Dieter Hiesserers, erlauben immer wieder neue Blicke auf die eigene Existenz. Retardierende Momente lassen homogene Werkphasen entstehen, spirituelle Impulse setzen neue Energien frei, die sich in immer neuartigen Werken niederschlagen.
Hiesserer lebt und arbeitet in einem zeitlichen Kontinuum, in dem seine künstlerischen Arbeiten wie Wegmarken zurückbleiben. Bei aller künstlerischen Kreativität und Schaffenskraft scheint Hiesserer doch immer auch ein Suchender zu bleiben.

## Arbeiten in Sammlungen
Deutschland
- Städtische Sammlung Berlin
- Paul Kleihues Sammlung, Berlin
- Kultusministerium Nordrhein-Westfalen, Düsseldorf
- Stiftung Museum Kunstpalast, Düsseldorf
- Sammlung Deutsche Bank, Frankfurt am Main
- Karl-Ludwig-Schweisfurth-Stiftung, Herten
- Sammlung Volksbank Hannover
- Adolf-Luther-Sammlung, Krefeld
- KLS-Stiftung, München
- Clemens-Sels-Museum, Neuss
- Graphische Sammlung, Staatsgalerie Stuttgart

Italien und Schweiz
- Collezione Naviglio, Mailand

- Kunstmuseum Luzern
- UBS Art Collection, Zürich

Niederlande
- Städtische Sammlung Amsterdam
- Turmac-Fondation, Amsterdam
- Collectie Gemeente, Amsterdam

Japan
- Contemporary Art Museum, Kashiba-Cho, Japan
- Watari Gallery, Tokio
- Sammlung Kenzo, Japan
- Kansai Sammlung, Japan

## Ausstellungen (Auswahl)

### Einzelausstellungen
- 1966: Haus am Lützowplatz, Berlin
- 1969: „16 Houses“, Gastatelier des Stedelijkmuseums, Amsterdam
- 1971: „Cornerobjekt“, Galerie Adriani, Mailand
- 1972: „Fly to a Venus by a Tree“, Gastatelier, Akademie der Künste, Berlin
- 1984: „Continuity“ mit Steve Reich, Staatsoper Hamburg
- 1985: „Art is not – what you see“, Galerie Watari, Tokio und Galerie Inoue, Kobe
- 1988: „New York Double A“, The Kitchen Gallery, New York
- 1991: „Zeichnungen – Bilder 1981-1991“, Galerie Clara Maria Sels, Düsseldorf
- 1996: „Aquarelle“, Neuhoff-Gallery, New York; Museum am Ostwall, Dortmund
- 2006: „Sicilian Suite“, Galerie Clara Maria Sels, Düsseldorf
- 2008: „Transponere“, Retrospektive, Galerie Clara Maria Sels, Düsseldorf Ausstellungstitel „Erquickliche Stücke Bd. I“ – „Unerquickliche Stücke Bd. II“

### Gruppenausstellungen
- 1963: K. E. Osthaus-Museum, Hagen
- 1964: „Gagfestival Berlin“, u. a. mit Daniel Spoerri, Marc Brusse, Roland Topor, Haus am Lützowplatz
- 1967: „Neuer Realismus“, 16 deutsche Künstler mit Gerhard Richter, Sigmar Polke, Konrad Fischer, Uwe Lausen, Haus am Waldsee, Berlin
- 1970: Musée dans l’Usine, Genf
- 1970: Turmac Foundation, Amsterdam
- 1970: Modern Art Museum, Belgrad
- 1970: Kunstmuseum St. Gallen
- 1981: „Happy Chaos“, Kunstverein Düsseldorf
- 1981: Kunsthalle Düsseldorf
- 1981: Seibu Museum, Tokio
- 1981: „200 Künstler aus Japan“, Kobe
- 1984: Kunstlandschaft Bundesrepublik, Kunstverein Karlsruhe
- 1984: „I.G.K.“-Ausstellung Museum Fridericianum, Kassel
- 1987: Contemporary Art Museum, Kashiba-Cho